# Rajd Niemiec 1995
Rajd Niemiec 1995 (14. ADAC Rallye Deutschland) – 14 edycja rajdu samochodowego Rajd Niemiec rozgrywanego w Niemczech. Rozgrywany był od 6 do 8 lipca 1995 roku. Była to dwudziesta siódma runda Rajdowych Mistrzostw Europy w roku 1995 (rajd miał najwyższy współczynnik - 20) i druga runda Rajdowych Mistrzostw Niemiec.

## Klasyfikacja rajdu
| Miejsce                      | Kierowca                     | Pilot                        | Samochód                        | Czas                         | Strata                       |                              |
| Klasyfikacja generalna i ERC | Klasyfikacja generalna i ERC | Klasyfikacja generalna i ERC | Klasyfikacja generalna i ERC    | Klasyfikacja generalna i ERC | Klasyfikacja generalna i ERC | Klasyfikacja generalna i ERC |
| ---------------------------- | ---------------------------- | ---------------------------- | ------------------------------- | ---------------------------- | ---------------------------- | ---------------------------- |
| 1.                           | Enrico Bertone               | Massimo Chiapponi            | Toyota Celica Turbo 4WD (ST185) | 3:06:00                      | 0.0                          |                              |
| 2.                           | Bert de Jong                 | Ton Hillen                   | Ford Escort RS Cosworth         | 3:10:01                      | +4:01                        |                              |
| 3.                           | Krzysztof Hołowczyc          | Maciej Wisławski             | Toyota Celica Turbo 4WD (ST185) | 3:11:23                      | +5:23                        |                              |
| 4.                           | Matthias Moosleitner         | Helmut Entress               | Ford Escort RS Cosworth         | 3:11:51                      | +5:51                        |                              |
| 5.                           | Markus Moufang               | Rüdiger Hähner               | Toyota Celica Turbo 4WD (ST185) | 3:13:29                      | +7:29                        |                              |
| 6.                           | Joachim Müller               | Klaus-Dieter Marcus          | Ford Sierra RS Cosworth 4x4     | 3:13:41                      | +7:41                        |                              |
| 7.                           | Nikolai Burkart              | Regine Rausch                | Nissan Sunny GTi                | 3:15:58                      | +9:58                        |                              |
| 8.                           | Hermann Gassner sen.         | Siegfried Schrankl           | Mitsubishi Lancer Evo II        | 3:16:19                      | +10:19                       |                              |
| 9.                           | Pascal Smets                 | Elisabeth Genten             | Mitsubishi Lancer Evo II        | 3:17:47                      | +11:47                       |                              |
| 10.                          | Helmut Fortkort              | Jürgen Weber                 | Ford Escort RS Cosworth         | 3:19:27                      | +13:27                       |                              |